# Chlamydogramme hollrungii
Chlamydogramme hollrungii är en ormbunkeart som först beskrevs av Oskar Kuhn, och fick sitt nu gällande namn av Holtt. Chlamydogramme hollrungii ingår i släktet Chlamydogramme och familjen Tectariaceae. Inga underarter finns listade.